# Пизаровиц, Карл Мария
Карл Мария Пизаровиц (нем. Karl Maria Pisarowitz; 20 февраля 1901, Прага — 11 марта 1979, Миндельхайм) — немецкий дирижёр и музыковед
.
Окончил Чешский технический университет и Немецкую академию музыки в Праге (1924), ученик Фиделио Финке (композиция) и Александра Цемлинского (дирижирование). В 1925—1928 гг. дирижёр городского театра в Яблонце. Затем участвовал в концертной деятельности пражской немецкой общины вместе с Виктором Ульманом, Теодором Вайглем и др., преподавал частным образом, выступал как дирижёр в городах Усти-над-Лабем, Марианске-Лазне, Чески-Крумлов. Несколько композиций Пизаровица были исполнены в Чехословакии в 1930-е гг. — в частности, одноактная камерная опера «Вдова и автомобиль» (нем. Die Witwe und das Auto) прозвучала в 1933 году по пражскому радио. Во время Второй мировой войны военный дирижёр, был в плену. После войны жил и работал в ФРГ.
Известен, главным образом, разысканиями в области жизни и творчества малоизвестных музыкантов из окружения Вольфганга Амадея Моцарта — в частности, певицы Геновефы Вебер (матери Карла Марии фон Вебера и тёти Констанции Моцарт), Франца Ксавера Зюсмайра, Антона Штадлера, Марианны Кирхгесснер, Катарины Кавальери и др.